# Polska Izba Konstrukcji Stalowych
Polska Izba Konstrukcji Stalowych jest organizacją samorządu gospodarczego, powołaną na Walnym Zgromadzeniu Założycielskim, które odbyło się 17 czerwca 1996 r. Statutowym celem Izby jest wielopłaszczyznowe działanie wspomagające rozwój branży konstrukcji stalowych, a także aluminiowych. Do głównych zadań PIKS, określonych 
w Statucie, należy przede wszystkim:
- ochrona i reprezentowanie interesów swoich członków,
- współpraca z organami państwowymi i organizacjami oraz instytucjami pozarządowymi,
- promocja i podejmowanie działań na rzecz rozwoju branży konstrukcji stalowych w Polsce,
- gromadzenie i rozpowszechnianie informacji wspomagających działalność gospodarczą członków Izby,
- kształtowanie zasad etyki gospodarczej w sposobie funkcjonowania zarówno firm członkowskich jak i całego rynku.[1]

## Regulamin i członkowie
Członkiem Izby może zostać podmiot prowadzący działalność gospodarczą w zakresie produkcji, usług, handlu i budownictwa w branży konstrukcji stalowych a także podmioty gospodarcze współpracujące z tą branżą i działające na jej rzecz, z wyłączeniem osób fizycznych prowadzących taką działalność jako uboczne zajęcie zarobkowe.
Partnerami Izby są także jednostki badawcze, projektowe i specjalistyczne, działające dla branży konstrukcji stalowych.

## Organizacja Polskiej Izby Konstrukcji Stalowych
Organami Izby są:
- Walne Zgromadzenie, przewodzone przez Prezesa Izby lub jednego z Wiceprezesów;
- Rada Izby, zwoływana przez Prezesa Izby lub jednego z Wiceprezesów kieruje pracą Izby i wyznacza kierunki jej działania;
- Sąd Koleżeński, do którego głównych funkcji należy rozstrzyganie sporów związanych z członkostwem w Izbie.

## Zespoły ProblemowePIKS
Do Zespołów Problemowych należą, bądź należały: 
- Zespół Ochrony Konstrukcji, zajmujący się przeciwdziałaniem ekonomicznym i społecznym skutkom korozji i pożarom;
- Zespół Konstrukcji Aluminiowych, powołany w odpowiedzi na dynamiczny rozwój stosowania elewacyjnych systemów aluminiowych i warstwowej obudowy
- Zespół Hutniczy, powołany w celu usprawnienia i rozszerzenia współpracy między polskimi hutami a producentami konstrukcji stalowych. Najważniejszym zadaniem Zespołu było wypracowanie metod szybkiego przepływu informacji, współdziałania z projektantami i prowadzenia ekonomicznych ocen zasadności stosowania konstrukcji stalowych;
- Zespół Producentów Konstrukcji Stalowych, utworzony z myślą o propagowaniu szerszego stosowania konstrukcji stalowych i ich konkurencyjności w stosunku do innych rozwiązań. Wynikiem pracy Zespołu była inicjatywa ustanowienia Certyfikatu Producenta Konstrukcji Stalowych.

## Certyfikaty
Ideą przyznawania certyfikatów ustanowionych przez Polską Izbę Konstrukcji Stalowych jest wyróżnianie przedsiębiorstw, których działalność cechuje się wysokim poziomem produkcji i świadczonych usług. PIKS przyznaje dwa rodzaje certyfikatów, tzn. Certyfikat Producenta Konstrukcji Stalowych, który może zostać uzyskany przez członków Izby, którzy prowadzą działalność w zakresie produkcji konstrukcji stalowych (co najmniej 1 000 ton rocznie) oraz Certyfikat Współproducenta Konstrukcji Stalowych, który adresowany jest do wszystkich podmiotów które współdziałają w wytwarzaniu konstrukcji stalowych (również poprzez prowadzenie działalności projektowej czy naukowej). Certyfikaty, których okres ważności wynosi 3 lata, po raz pierwszy przyznane zostały w roku 2003.

## Działalność wydawnicza Izby
Polska Izba Konstrukcji Stalowych prowadzi także działalność wydawniczą. Najważniejszym wydawnictwem PIKS jest czasopismo „Konstrukcje Stalowe”, ukazujące się od kwietnia 1997 roku, stanowiące kontynuację inicjatywy podjętej przez MOSTOSTAL-PROJEKT S.A. Tematami wiodącymi w czasopiśmie jest m.in. energetyka, ekologia, małe i średnie firmy branży konstrukcji stalowych, nowoczesne technologie stosowane w budownictwie, a także budownictwo mostowe, przemysłowe i użyteczności publicznej. Celem wydawnictwa jest stworzenie możliwości wymiany poglądów i prezentacja postulatów wobec pracodawców i kreatorów polityki gospodarczej. Do stałych rubryk czasopisma należą m.in.: dział naukowo-techniczny, panorama firm, a także „Z kart historii” oraz „Z życia Izby”. Corocznie wydawany jest także numer specjalny czasopisma PIKS – „Branżowy Informator Gospodarczy”, zawierający makro- i mikroekonomiczne podsumowanie minionego roku oraz ranking przedsiębiorstw budowlanych w Polsce. W cyklu dwuletnim wydawany jest natomiast „Katalog Firm”, w którym zawarte są informacje  na temat działalności poszczególnych firm członkowskich PIKS. Katalog wydany w roku 2014 stanowi dziewiątą edycję wydawnictwa. Do tej pory „Katalog Firm” ukazał się również w języku niemieckim (w roku 2003) i angielskim (w roku 2004).

## Inne inicjatywy podejmowane przez Polską Izbę Konstrukcji Stalowych

### Targi, wystawy, konferencje, szkolenia
Polska Izba Konstrukcji Stalowych aktywnie uczestniczy w utrzymywaniu kontaktów wewnątrz branżowych poprzez organizację i współorganizację  konferencji naukowych, sympozjów, szkoleń, a także targów krajowych i międzynarodowych.

### Konkurs „Konstrukcja stalowa – realizacja roku”
Z inicjatywy Izby przyznawana jest także corocznie nagroda „Konstrukcja stalowa – realizacja roku”. Celem konkursu jest wyróżnienie najciekawszych obiektów o konstrukcji stalowych ukończonych w danym roku. Wśród laureatów nagrody znalazły się firmy: MOSTOSTAL PUŁAWY S.A. (za kryty tor kolarski BGŻ Arena – nagroda w roku 2008), MOSTOSTAL PŁOCK S.A. (rok 2009, nagroda za instalację do produkcji paraksylenu na terenie PKN Orlen S.A. w Płocku), POLIMEX-MOSTOSTAL S.A. (dwukrotnie - za ukończoną w roku 2010 konstrukcję zadaszenia stadionu Legii w Warszawie oraz w roku 2011 za halę wystawową "G" Targów Kielce), MOSTOSTAL ZABRZE Holding S.A. (nagroda przyznana w roku 2012 za obiekt "konstrukcja stalowa, dach linowy, szklany i fasady Stadionu Narodowego"), Zeman HDF Sp. z o.o. (nagroda w roku 2013 za konstrukcję stalową Zintegrowanego Centrum Komunikacyjnego na stacji kolejowej Poznań Główny), oraz METALBARK Sp. z. o.o. (w roku 2014 za konstrukcję stalową hali produkcyjnej Metalbark Sp. z o.o. sp.k. w Bydgoszczy).

### Akademia Menedżera
Na rok 2015 planowany jest start Akademii Menedżera, której głównym celem będzie zwiększanie kompetencji i kwalifikacji kadry menedżerskiej w przedsiębiorstwach z branży konstrukcji stalowych. 